# Kenya aux Jeux olympiques d'été de 2016
Le Kenya participe aux Jeux olympiques d'été de 2016 à Rio de Janeiro au Brésil du 5 août au 21 août. Il s'agit de sa 14e participation à des Jeux d'été.

## Médaillés

### Médailles d'or
| Sport              | Discipline                  | Athlète(s)        | Performance       | Date    |
| Médailles d'or : 6 |                             |                   |                   |         |
| Athlétisme         | Marathon femmes             | Jemima Sumgong    | 2 h 24 min 4 s    | 14 août |
| Athlétisme         | 800 m hommes                | David Rudisha     | 1 min 42 s 15     | 15 août |
| Athlétisme         | 1500 m femmes               | Faith Kipyegon    | 4 min 8 s 92      | 16 août |
| Athlétisme         | 3 000 mètres steeple hommes | Conseslus Kipruto | 8 min 3 s 28      | 17 août |
| Athlétisme         | 5 000 mètres femmes         | Vivian Cheruiyot  | 14 min 26 s 17 OR | 19 août |
| Athlétisme         | Marathon hommes             | Eliud Kipchoge    | 2 h 8 min 44 s    | 21 août |

| Sport                  | Discipline                  | Athlète(s)       | Performance    | Date    |
| Médailles d'argent : 6 |                             |                  |                |         |
| Athlétisme             | 10 000 mètres femmes        | Vivian Cheruiyot | 29 min 32 s 53 | 12 août |
| Athlétisme             | 10 000 mètres hommes        | Paul Tanui       | 27 min 5 s 64  | 13 août |
| Athlétisme             | 3 000 mètres steeple femmes | Hyvin Jepkemoi   | 9 min 7 s 12   | 15 août |
| Athlétisme             | 400 mètres haies hommes     | Boniface Mucheru | 47 s 78 NR     | 18 août |
| Athlétisme             | 5 000 mètres femmes         | Hellen Obiri     | 14 min 29 s 77 | 19 août |
| Athlétisme             | Lancer du javelot hommes    | Julius Yego      | 88,24 mètres   | 20 août |

| Sport                   | Discipline   | Athlète(s)      | Performance   | Date    |
| Médailles de bronze : 1 |              |                 |               |         |
| Athlétisme              | 800 m femmes | Margaret Wambui | 1 min 56 s 89 | 20 août |

| Sport      |   |   |   | Total |
| Athlétisme | 6 | 6 | 1 | 13    |
| Total      | 6 | 6 | 1 | 13    |

| Jour    |   |   |   | Total |
| 6 août  | 0 | 0 | 0 | 0     |
| 7 août  | 0 | 0 | 0 | 0     |
| 8 août  | 0 | 0 | 0 | 0     |
| 9 août  | 0 | 0 | 0 | 0     |
| 10 août | 0 | 0 | 0 | 0     |
| 11 août | 0 | 0 | 0 | 0     |
| 12 août | 0 | 1 | 0 | 1     |
| 13 août | 0 | 1 | 0 | 1     |
| 14 août | 1 | 0 | 0 | 1     |
| 15 août | 1 | 1 | 0 | 2     |
| 16 août | 1 | 0 | 0 | 1     |
| 17 août | 1 | 0 | 0 | 1     |
| 18 août | 0 | 1 | 0 | 1     |
| 19 août | 1 | 1 | 0 | 2     |
| 20 août | 0 | 1 | 1 | 2     |
| 21 août | 1 | 0 | 0 | 1     |
| Total   | 6 | 6 | 1 | 13    |

| Médailles par sexe | Médailles par sexe             | Médailles par sexe                 | Médailles par sexe                  | Médailles par sexe |
| ------------------ | ------------------------------ | ---------------------------------- | ----------------------------------- | ------------------ |
| Sexe               | Médaille d'or, Jeux olympiques | Médaille d'argent, Jeux olympiques | Médaille de bronze, Jeux olympiques | Total              |
| Hommes             | 3                              | 3                                  | 0                                   | 6                  |
| Femmes             | 3                              | 3                                  | 1                                   | 7                  |
| Mixte              | 0                              | 0                                  | 0                                   | 0                  |
| Total              | 6                              | 6                                  | 1                                   | 13                 |

### Légende
Records et Performances
- AR : Record continental (area record)
- CR : Record des championnats (championship record)
- MR : Record du meeting (meet record)
- NR : Record national (national record)
- OR : Record olympique (olympic record)
- PR : Record paralympique (paralympic record)
- PB : Record personnel (personal best)
- SB : Meilleure performance personnelle de la saison (season's best)
- WL : Meilleure performance mondiale de l'année (world leader)
- WJR : Record du monde junior (world junior record)
- WR : Record du monde (world record)

Circonstances et Conditions
- DNF : N'a pas terminé (did not finish)
- DNS : N'a pas pris le départ (did not start)
- DQ : Disqualification (disqualification)
- NM : Aucun essai valable enregistré (No Mark)
- Q : Qualifié « directement » au prochain tour (ou à la prochaine compétition), lors d'une compétition majeure, grâce au classement ou à la réalisation des minima (automatic qualifier)
- q : Qualifié au prochain tour (ou à la prochaine compétition), lors d'une compétition majeure, grâce au repêchage ou à la réalisation de l'une des meilleures performances parmi celles des « non qualifiés directement » (grâce au meilleur temps ou à la meilleure distance par exemple) (secondary qualifier)

## Athlétisme

### Homme

#### Course
| Athlètes                  | Compétitions         | Série          | Série | Demi-Finales  | Demi-Finales | Finale          | Finale            |
| Athlètes                  | Compétitions         | Temps          | Rang  | Temps         | Rang         | Temps           | Rang              |
| ------------------------- | -------------------- | -------------- | ----- | ------------- | ------------ | --------------- | ----------------- |
| Mike Mokamba Nyang'au     | 200 mètres           | DNF            | /     | Éliminé       | Éliminé      | Éliminé         | Éliminé           |
| Carvin Nkanata            | 200 mètres           | 21 s 43        | 8e    | Éliminé       | Éliminé      | Éliminé         | Éliminé           |
| Alex Lerionka Sampao      | 400 mètres           | 46 s 62        | 7e    | Éliminé       | Éliminé      | Éliminé         | Éliminé           |
| Raymond Kibet             | 400 mètres           | 46 s 15        | 5e    | Éliminé       | Éliminé      | Éliminé         | Éliminé           |
| Alphas Kishoyian          | 400 mètres           | 46 s 74        | 5e    | Éliminé       | Éliminé      | Éliminé         | Éliminé           |
| David Rudisha             | 800 mètres           | 1 min 45 s 09  | 1e    | 1 min 43 s 88 | 1e           | 1 min 42 s 15   | Médaille d'or     |
| Ferguson Rotich           | 800 mètres           | 1 min 46 s 00  | 2e    | 1 min 44 s 65 | 4e           | 1 min 43 s 55   | 5e                |
| Alfred Kipketer           | 800 mètres           | 1 min 46 s 61  | 1er   | 1 min 44 s 38 | 1er          | 1 min 46 s 02   | 7e                |
| Asbel Kiprop              | 1 500 mètres         | 3 min 38 s 97  | 1er   | 3 min 39 s 73 | 1er          | 3 min 50 s 87   | 6e                |
| Ronald Kwemoi             | 1 500 mètres         | 3 min 38 s 33  | 2e    | 3 min 39 s 42 | 1er          | 3 min 56 s 76   | 13e               |
| Elijah Manangoi           | 1 500 mètres         | 3 min 46 s 83  | 2e    | DNF           | /            | Éliminé         | Éliminé           |
| Caleb Ndiku               | 5 000 mètres         | 13 min 26 s 63 | 6e    | NC            | NC           | Éliminé         | Éliminé           |
| Charles Yosei Muneria     | 5 000 mètres         | 13 min 30 s 95 | 12e   | NC            | NC           | Éliminé         | Éliminé           |
| Isiah Koech               | 5 000 mètres         | 13 min 25 s 15 | 12e   | NC            | NC           | Éliminé         | Éliminé           |
| Paul Tanui                | 10 000 mètres        | NC             | NC    | NC            | NC           | 27 min 05 s 64  | Médaille d'argent |
| Bedan Karoki              | 10 000 mètres        | NC             | NC    | NC            | NC           | 27 min 22 s 93  | 7e                |
| Geoffrey Kipsang Kamworor | 10 000 mètres        | NC             | NC    | NC            | NC           | 27 min 31 s 94  | 11e               |
| Eliud Kipchoge            | Marathon             | NC             | NC    | NC            | NC           | 2 h 08 min 44 s | Médaille d'or     |
| Wesley Korir              | Marathon             | NC             | NC    | NC            | NC           | DNF             | /                 |
| Stanley Kipleting Biwott  | Marathon             | NC             | NC    | NC            | NC           | DNF             | /                 |
| Boniface Tumuti           | 400 mètres haies     | 48 s 91        | 2e    | 48 s 85       | 2e           | 47 s 78         | Médaille d'argent |
| Haron Koech               | 400 mètres haies     | 48 s 77        | 1er   | 48 s 49       | 2e           | 49 s 09         | 7e                |
| Nicholas Kiplagat Bett    | 400 mètres haies     | DSQ            | /     | Éliminé       | Éliminé      | Éliminé         | Éliminé           |
| Conseslus Kipruto         | 3 000 mètres steeple | 8 min 21 s 40  | 1er   | NC            | NC           | 8 min 03 s 28   | Médaille d'or     |
| Brimin Kipruto            | 3 000 mètres steeple | 8 min 26 s 25  | 2e    | NC            | NC           | 8 min 18 s 79   | 6e                |
| Ezekiel Kemboi            | 3 000 mètres steeple | 8 min 25 s 51  | 3e    | NC            | NC           | DSQ             | /                 |
| Samuel Irei Gathimba      | 20 km marche         | NC             | NC    | NC            | NC           | DNF             | /                 |
| Simon Wachira             | 20 km marche         | NC             | NC    | NC            | NC           | DNF             | /                 |

#### Concours
| Athlètes    | Compétitions      | Série    | Série | Finale   | Finale            |
| ----------- | ----------------- | -------- | ----- | -------- | ----------------- |
| Athlètes    | Compétitions      | Résultat | Rang  | Résultat | Rang              |
| Julius Yego | Lancer du javelot | 83,55 m  | 6e    | 88,24 m  | Médaille d'argent |

### Femme

#### Course
| Athlètes             | Compétitions         | Série          | Série | Demi-finales  | Demi-finales | Finale          | Finale             |
| Athlètes             | Compétitions         | Temps          | Rang  | Temps         | Rang         | Temps           | Rang               |
| -------------------- | -------------------- | -------------- | ----- | ------------- | ------------ | --------------- | ------------------ |
| Margaret Wambui      | 800 mètres           | 1 min 59 s 66  | 2e    | 1 min 59 s 21 | 1er          | 1 min 56 s 89   | Médaille de bronze |
| Eunice Jepkoech Sum  | 800 mètres           | 1 min 59 s 83  | 1er   | 2 min 00 s 88 | 7e           | Éliminé         | Éliminé            |
| Winny Chebet         | 800 mètres           | 2 min 01 s 65  | 2e    | 2 min 01 s 90 | 6e           | Éliminé         | Éliminé            |
| Faith Kipyegon       | 1 500 mètres         | 4 min 06 s 65  | 2e    | 4 min 03 s 95 | 1er          | 4 min 08 s 93   | Médaille d'or      |
| Violah Cheptoo Lagat | 1 500 mètres         | 4 min 08 s 09  | 8e    | 4 min 06 s 83 | 6e           | Éliminé         | Éliminé            |
| Nancy Chepkwemoi     | 1 500 mètres         | 4 min 15 s 41  | 11e   | Éliminé       | Éliminé      | Éliminé         | Éliminé            |
| Vivian Cheruiyot     | 5 000 mètres         | 15 min 17 s 74 | 3e    | NC            | NC           | 14 min 26 s 17  | Médaille d'or      |
| Hellen Obiri         | 5 000 mètres         | 15 min 19 s 48 | 1er   | NC            | NC           | 14 min 29 s 77  | Médaille d'argent  |
| Mercy Cherono        | 5 000 mètres         | 15 min 19 s 56 | 3e    | NC            | NC           | 14 min 42 s 89  | 4e                 |
| Vivian Cheruiyot     | 10 000 mètres        | NC             | NC    | NC            | NC           | 29 min 32 s 53  | Médaille d'argent  |
| Alice Aprot          | 10 000 mètres        | NC             | NC    | NC            | NC           | 29 min 53 s 51  | 4e                 |
| Betsy Saina          | 10 000 mètres        | NC             | NC    | NC            | NC           | 30 min 07 s 78  | 5e                 |
| Jemima Sumgong       | Marathon             | NC             | NC    | NC            | NC           | 2 h 24 min 04 s | Médaille d'or      |
| Visiline Jepkesho    | Marathon             | NC             | NC    | NC            | NC           | 2 h 46 min 05 s | 86e                |
| Helah Kiprop         | Marathon             | NC             | NC    | NC            | NC           | DNF             | /                  |
| Maureen Jelagat      | 400 mètres haies     | 57 s 97        | 8e    | Éliminé       | Éliminé      | Éliminé         | Éliminé            |
| Hyvin Jepkemoi       | 3 000 mètres steeple | 9 min 24 s 61  | 1er   | NC            | NC           | 9 min 07 s 12   | Médaille d'argent  |
| Beatrice Chepkoech   | 3 000 mètres steeple | 9 min 17 s 55  | 1er   | NC            | NC           | 9 min 16 s 05   | 4e                 |
| Lydia Rotich         | 3 000 mètres steeple | 9 min 30 s 21  | 5e    | NC            | NC           | 9 min 29 s 90   | 13e                |
| Grace Wanjiru        | 20 km marche         | NC             | NC    | NC            | NC           | 1 h 37 min 49 s | 42e                |

## Natation
| Athlète      | Épreuve   | Séries        | Séries | Demi-finales | Demi-finales | Finale  | Finale  |
| Athlète      | Épreuve   | Temps         | Rang   | Temps        | Rang         | Temps   | Rang    |
| ------------ | --------- | ------------- | ------ | ------------ | ------------ | ------- | ------- |
| Talisa Lanoe | 400 m dos | 1 min 10 s 02 | 33e    | Éliminé      | Éliminé      | Éliminé | Éliminé |

## Rugby à sept

### Tournoi masculin
L'équipe du Kenya de rugby à sept gagne sa place en tant que champion d'Afrique 2015.

#### Effectif
Sélection :
- Biko Adema
- Willie Ambaka
- Andrew Amonde
- Oscar Ayodi
- Collins Injera
- Humphrey Kayange
- Augustine Lugonzo
- Bush Mwale
- Billy Odhiambo
- Samuel Oliech
- Dennis Ombachi
- Oscar Ouma

Entraîneur principal : Benjamin Ayimba
Phase de poules
| Rang | Pays             | J | V | N | D | Pm | Pe | Diff | Pts |
| ---- | ---------------- | - | - | - | - | -- | -- | ---- | --- |
| 1    | Grande-Bretagne  | 3 | 3 | 0 | 0 | 73 | 45 | +28  | 9   |
| 2    | Japon            | 3 | 2 | 0 | 1 | 64 | 40 | +24  | 7   |
| 3    | Nouvelle-Zélande | 3 | 1 | 0 | 2 | 59 | 40 | +19  | 5   |
| 4    | Kenya            | 3 | 0 | 0 | 3 | 19 | 90 | -71  | 3   |

|  | Qualifié pour les quarts de finale    |
|  | Qualifié pour le classement de 9 à 12 |

Le détail des rencontres de poule de l'équipe est le suivant :
| 9 août 2016 12 h UTC-3 | Grande-Bretagne | 31 - 7 | Kenya | stade de Deodoro, Rio de Janeiro |
| 9 août 2016 12 h UTC-3 |                 |        |       | stade de Deodoro, Rio de Janeiro |
| 9 août 2016 12 h UTC-3 |                 |        |       | stade de Deodoro, Rio de Janeiro |

| 9 août 2016 17 h 30 UTC-3 | Nouvelle-Zélande | 28 - 5 | Kenya | stade de Deodoro, Rio de Janeiro |
| 9 août 2016 17 h 30 UTC-3 |                  |        |       | stade de Deodoro, Rio de Janeiro |
| 9 août 2016 17 h 30 UTC-3 |                  |        |       | stade de Deodoro, Rio de Janeiro |

| 10 août 2016 12 h UTC-3 | Kenya | 7 - 31 | Japon | stade de Deodoro, Rio de Janeiro |
| 10 août 2016 12 h UTC-3 |       |        |       | stade de Deodoro, Rio de Janeiro |
| 10 août 2016 12 h UTC-3 |       |        |       | stade de Deodoro, Rio de Janeiro |

### Tournoi féminin
L'équipe d'Afrique du Sud féminine de rugby à sept gagne sa place en tant que championne d'Afrique 2015 mais le Comité national olympique sud-africain décide du retrait de l'équipe en décembre 2015 ; la sélection est remplacée par le Kenya, vice-championne d'Afrique.

#### Effectif
Entraîneur principal : Michael Mulima
| Arrières | Arrières                   | Avants | Avants                 |
| -------- | -------------------------- | ------ | ---------------------- |
| 4        | Rachael Adhiambo Mbogo     | 1      | Stacy Awour Otieno     |
| 5        | Linet Arasa                | 2      | Janet Awuor Awino      |
| 7        | Doreen Remour Nziwa        | 3      | Sheila Kavugwe Chajira |
| 8        | Janet Musindalo Okelo      | 6      | Camilyne Oyuayo        |
| 9        | Irene Awino Otieno         | 12     | Philadelphia Olando    |
| 10       | Catherine Awino Abilla     |        |                        |
| 11       | Celestine Navalayo Masinde |        |                        |

Phase de poules
| Rang | Pays             | J | V | N | D | Pm  | Pe  | Diff | Pts |
| ---- | ---------------- | - | - | - | - | --- | --- | ---- | --- |
| 1    | Nouvelle-Zélande | 3 | 3 | 0 | 0 | 109 | 12  | +97  | 9   |
| 2    | France           | 3 | 2 | 0 | 1 | 71  | 40  | +31  | 7   |
| 3    | Espagne          | 3 | 1 | 0 | 2 | 31  | 65  | -34  | 5   |
| 4    | Kenya            | 3 | 0 | 0 | 3 | 17  | 111 | -94  | 3   |

|  | Qualifié pour les quarts de finale    |
|  | Qualifié pour le classement de 9 à 12 |

Le détail des rencontres de poule de l'équipe est le suivant :
| 6 août 2016 11 h 30 UTC-3 | Nouvelle-Zélande | 52 - 0 (21 - 0) | Kenya | stade de Deodoro, Rio de Janeiro |
| 6 août 2016 11 h 30 UTC-3 | Essai(s) : Woodman (1re, 8e, 13e), McAlister (3e, 14e), Manuel (6e), Broughton (10e), Williams (14e) Transformation(s) : Nathan-Wong (1re, 3e, 6e, 8e, 10e), Brazier (14e) |                 |       | stade de Deodoro, Rio de Janeiro |
| 6 août 2016 11 h 30 UTC-3 | |                 |       | stade de Deodoro, Rio de Janeiro |

| 6 août 2016 16 h UTC-3 | France | 40 - 7 (14 - 7) | Kenya                                                  | stade de Deodoro, Rio de Janeiro |
| 6 août 2016 16 h UTC-3 | Essai(s) : Ladagnous (4e, 14e), Le Pesq (7e), Horta (8e), Guérin (11e), Amiel (14e) Transformation(s) : Le Pesq (4e, 7e, 8e, 11e), Biscarat (14e) |                 | Essai(s) : Masinde (7e) Transformation(s) : Owino (7e) | stade de Deodoro, Rio de Janeiro |
| 6 août 2016 16 h UTC-3 | |                 |                                                        | stade de Deodoro, Rio de Janeiro |

| 7 août 2016 11 h UTC-3 | Espagne                                                                       | 19 - 10 (5 - 5) | Kenya                              | stade de Deodoro, Rio de Janeiro |
| 7 août 2016 11 h UTC-3 | Essai(s) : Pla (1re), Bravo (9e, 12e) Transformation(s) : P. García (9e, 12e) |                 | Essai(s) : Nziwa (6e), Okelo (14e) | stade de Deodoro, Rio de Janeiro |
| 7 août 2016 11 h UTC-3 |                                                                               |                 |                                    | stade de Deodoro, Rio de Janeiro |

## Tir à l'arc
| Athlète        | Compétition       | Tour préliminaire | Tour préliminaire | 1er tour                | 2e tour          | 3e tour          | Quarts de finale | Demi-finales     | Finale           | Finale |
| Athlète        | Compétition       | Score             | Rang              | Adversaire Score        | Adversaire Score | Adversaire Score | Adversaire Score | Adversaire Score | Adversaire Score | Rang   |
| -------------- | ----------------- | ----------------- | ----------------- | ----------------------- | ---------------- | ---------------- | ---------------- | ---------------- | ---------------- | ------ |
| Shehzana Anwar | Individuel femmes | 579 pts           | 62e               | Battue par Ki (3) 1 - 7 | non qualifiée    | non qualifiée    | non qualifiée    | non qualifiée    | non qualifiée    | 33e    |